# Lasionycta gelida
Lasionycta gelida là một loài bướm đêm thuộc họ Noctuidae. Nó được tìm thấy ở three specimens từ British Columbia Coast Range.
It occurs in rocky tundra slightly above timberline.
Sải cánh dài 31 mm đối với con đực và 36 mm đối với con cái. Con trưởng thành bay từ cuối tháng 7 tới giữa tháng 8.